# Ascalaphus stigma
Ascalaphus stigma is een insect uit de familie van de vlinderhaften (Ascalaphidae), die tot de orde netvleugeligen (Neuroptera) behoort. 
Ascalaphus stigma is voor het eerst wetenschappelijk beschreven door Schneider in 1828.